# Anders Ljungberg
Anders Ljungberg (12 juli 1947) is een voormalig profvoetballer uit Zweden, die speelde als middenvelder. Zijn bijnaam luidde "Puskas", naar de vermaarde Hongaarse voetballer Ferenc Puskas. Na zijn actieve loopbaan was hij actief als trainer-coach, onder meer van Landskrona BoIS (1995-1996).

## Clubcarrière
Ljungberg vierde de grootste successen als speler van Malmö FF. Met die club won hij vier keer de landstitel en vijfmaal de Zweedse beker. Hij speelde mee in de Europa-Cupfinale op 30 mei 1979, toen Malmö met 1-0 verloor van Nottingham Forest door een doelpunt van Trevor Francis. Ljungberg beëindigde zijn loopbaan in 1982 bij Örebro SK.

## Interlandcarrière
Ljungberg speelde in totaal acht officiële  interlands en scoorde in totaal één keer voor de nationale ploeg. Onder leiding van bondscoach Orvar Bergmark maakte hij zijn debuut op 19 februari 1969 in de vriendschappelijke wedstrijd tegen Israël (2-3) in Tel Aviv. Hij viel in dat duel na 70 minuten in voor Tommy Svensson (Östers IF).

## Erelijst
Malmö FF
- Zweeds landskampioen

1967, 1974, 1975, 1977
- Zweeds bekerwinnaar

1967, 1973, 1974, 1975, 1978
 Åtvidabergs FF
- Zweeds landskampioen

1971
- Zweeds bekerwinnaar

1970, 1971